# Dionysius Soter
Dionysius Soter, död 55 f.Kr., var en indogrekisk monark. Han tillhörde Euthydemiddynastin, och var regerande monark av en indogrekisk monarki i Punjab mellan 65 f.Kr. och 55 f.Kr.